# 水南圩乡
水南圩乡，是中华人民共和国江西省抚州市广昌县下辖的一个乡镇级行政单位。

## 行政区划
水南圩乡下辖以下地区：
水南村、陈庄村、张杨村、官溪村和大庄下村。